# Borch-Lubeschütz

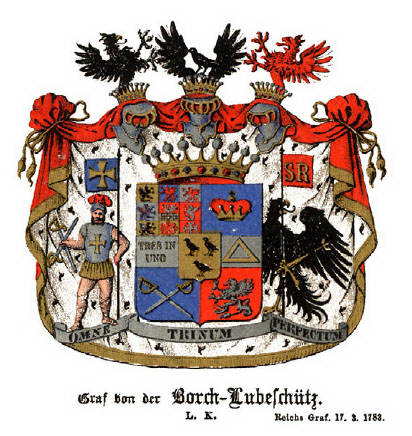
Wappen der Grafen von der Borch-Lubeschütz (1783)

Von der Borch-Lubeschütz (Reichsgrafen von der Borch-Lubeschütz und Barone von Borchland und Graf von Borchhoff (auch „Borch-Lubeschitz“)) ist der Familienname eines deutsch-baltischen Adelsgeschlechts, welches von der westfälischen Uradelsfamilie „von der Borch“ abstammte. Bernd von der Borch war von 1471 bis 1483 Landmeister des Deutschen Ordens in Livland. Mit Simon von der Borch, der 1409 Bischof im Reval und von seinen Neffen begleitet wurde, wurde die Familie im Baltikum sesshaft. Dieser Zweig des Adelsgeschlechts von der Borch im Herzogtum Kurland und Semgallen wurde 1495 von König Maximilian I. (1459–1519) in den Reichsgrafenstand erhoben. Im Jahre 1783 wurde diese Adelserhebung durch Kaiser Joseph II. (1741–1790) im vollen Umfang für alle Titel und Würden bestätigt.

## Geschichte
Die Familie von der Borch ist ein altes, westfälisches Adelsgeschlecht, welches schon 1300 die Güter Geseke und Lipperode besaß. Aus der westfälischen Stammfamilie stammte auch Simon von der Borch, der zuerst Domherr zu Hildesheim war, er erhielt 1409 das Bistum Reval in Estland. Er nahm die Söhne seines Bruders, den Wilhelm und Ludolf von der Borch, nach Reval mit und belehnte sie innerhalb seines Bistums mit mehreren Gütern. Mit Friedrich von der Borch, einem Sohn des Wilhelms, der ein Vasall des Deutschen Ordens war, tritt das Geschlecht 1442 im Baltikum auf, aus diesen ging zunächst die livländische und spätere kurländische Linie der Familie hervor. Im Jahre 1447 wurde Bernhard von der Borch Herrenmeister des Schwertbrüderordens, der dem Deutschen Orden angegliedert war. Danach war er von 1471 bis 1483 Landmeister des Deutschen Ordens in Livland. Die Familienangehörigen hatten sich zwischenzeitlich in den Gebieten um Warkland und Prely angesiedelt und nahmen mehrere Güter in ihren Besitz.

### Reichsgrafenstand (1495)

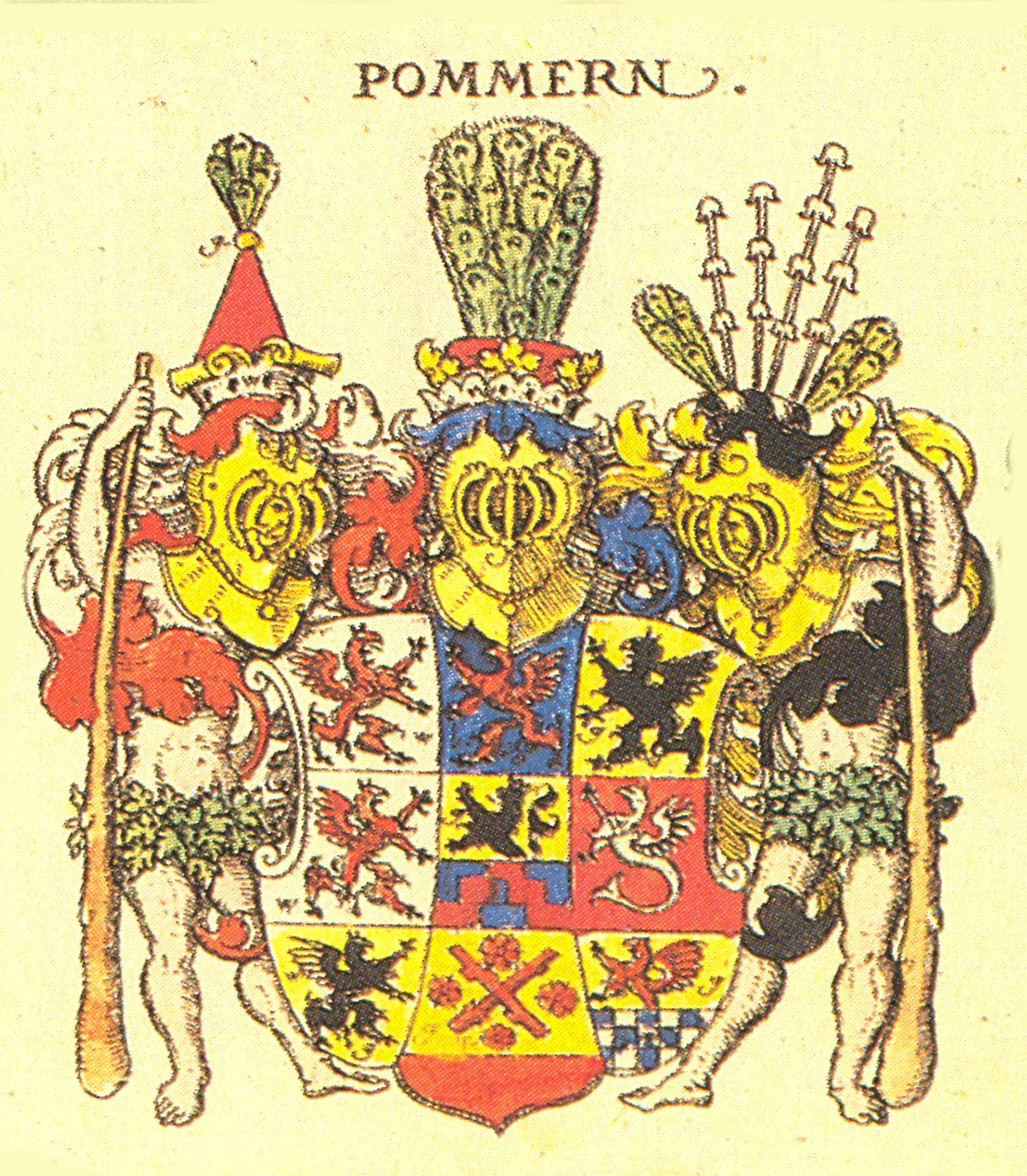
Wappen des Herzogtums Pommern

Friedrich von der Borch († 1492) war mit Helene, aus dem Stamm der Palaiologen vermählt. Imbert (Imbertus oder Hubert) von der Borch war polnischer Gesandter bei Kaiser Friedrich III. (1415–1493) und wurde am 23. November 1495 vom späteren Kaiser Maximilian I. in den Reichsgrafenstand erhoben und zwar mit der Bestimmung, dass Lubeschitz (Lubeschütz), die Besitzungen der Familie, als Grafschaft betrachtet werden und die Grafen von der Borch-Lubeschütz sich zugleich Barone von Borchland nennen und schreiben sollten.
Kaiser Joseph II. bestätigte urkundlich am 17. März 1783 für Reichsgraf Michael Johann von der Borch-Lubeschütz, Baron von Borchland und der gesamten Familie die früheren empfangenen Titel und Würden.

### Polnischer Grafenstand

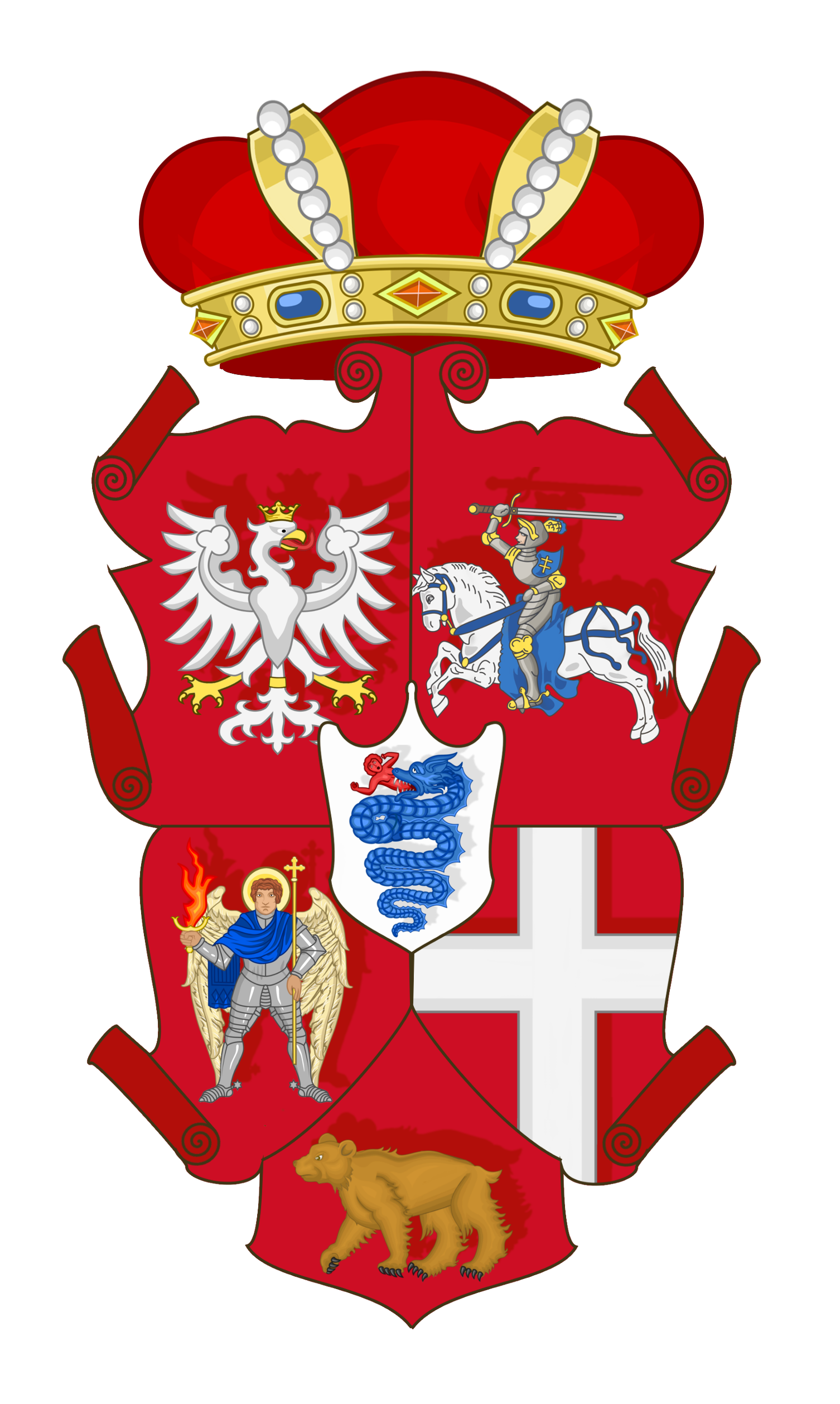
Wappen König Sigmund II. August von Polen

Stanislaus Graf von der Borch-Lubeschütz, Baron von Borchland (* 1526), Herr zu Schwanen, Graunach und Porten war mit Georgette, der jüngsten Tochter des Herzogs Georg I. in Pommern (1493–1531) und der Margaretha von Brandenburg, vermählt. Sein Schwager Herzog Philipp I. (1515–1560) verlieh Stanislaus deshalb das Wappen des Herzogtums Pommern (Feld 1 des gevierten Schildes der Grafen). Fabian, Bruder des Grafen Stanislaus, erhielt von König Sigismund II. August in Polen nicht nur die Bestätigung der Reichsgrafenwürde, sondern auch eine Vermehrung des Wappens (Feld 2 in Blau ein in einer Zinkenkrone stehender, roter Fürstenhut) sowie die besondere Erhebung derselben in den polnischen Grafenstand mit dem Prädikat „von Borchhoff“. Graf Gideon Simeon focht als General unter dem polnischen Feldherrn Johann Sobiesky und fiel am Kahlenberg bei Wien. Der Bruder desselben Graf Gideon Johann (* 1665) war königlich polnischer Oberst und erhielt durch Vermählung mit Helene von Plater-Syberg die Herrschaft Warkland bei Dünaburg. Dessen Sohn Graf Johann (1713–1780) war Staatsminister unter August III. König in Polen (1696–1763) und Kanzler des Königreichs.

### Rückkehr nach Kurland

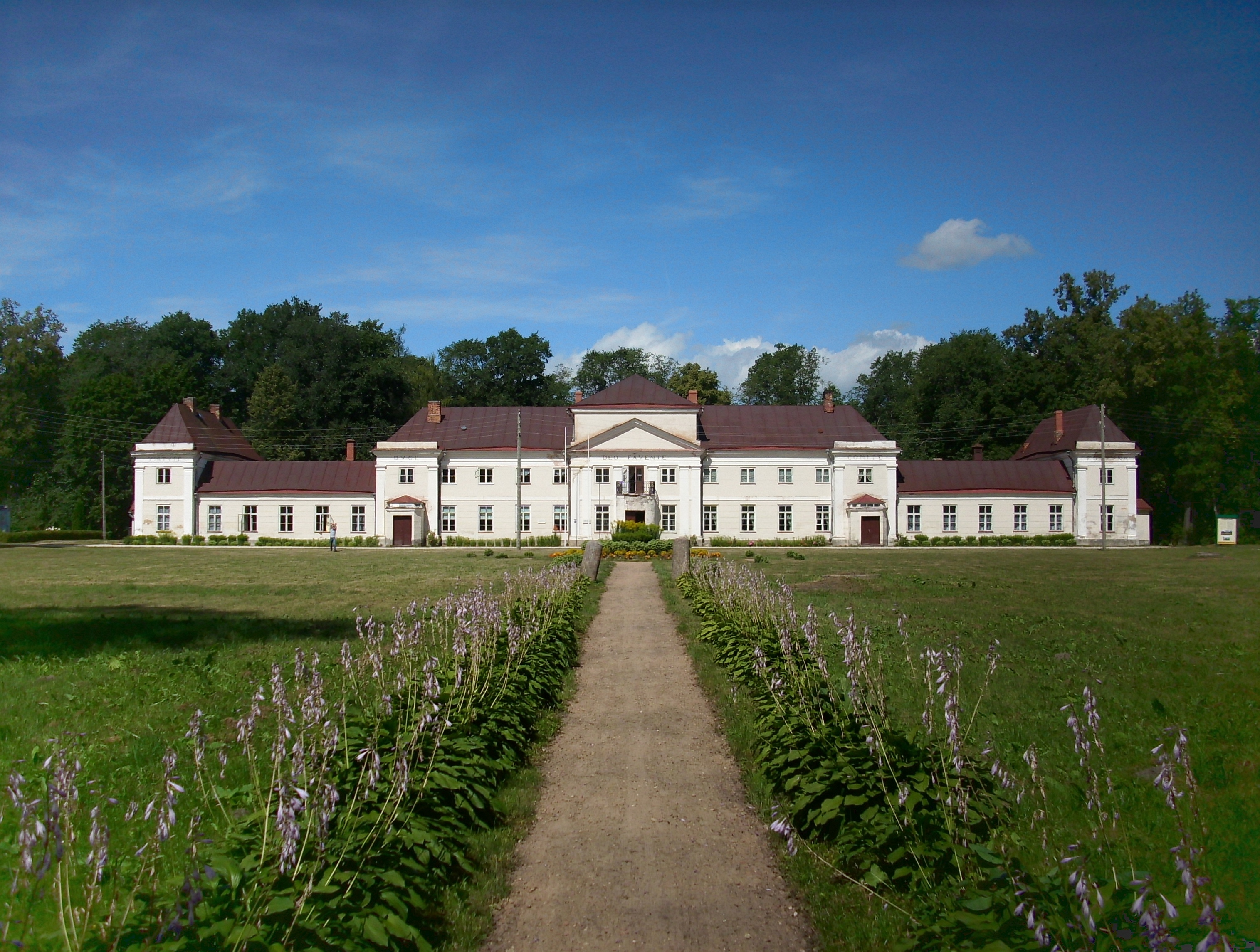
Kurländischer Stammsitz der Grafen von der Borch-Lubeschütz das Stadtschloss Warkland

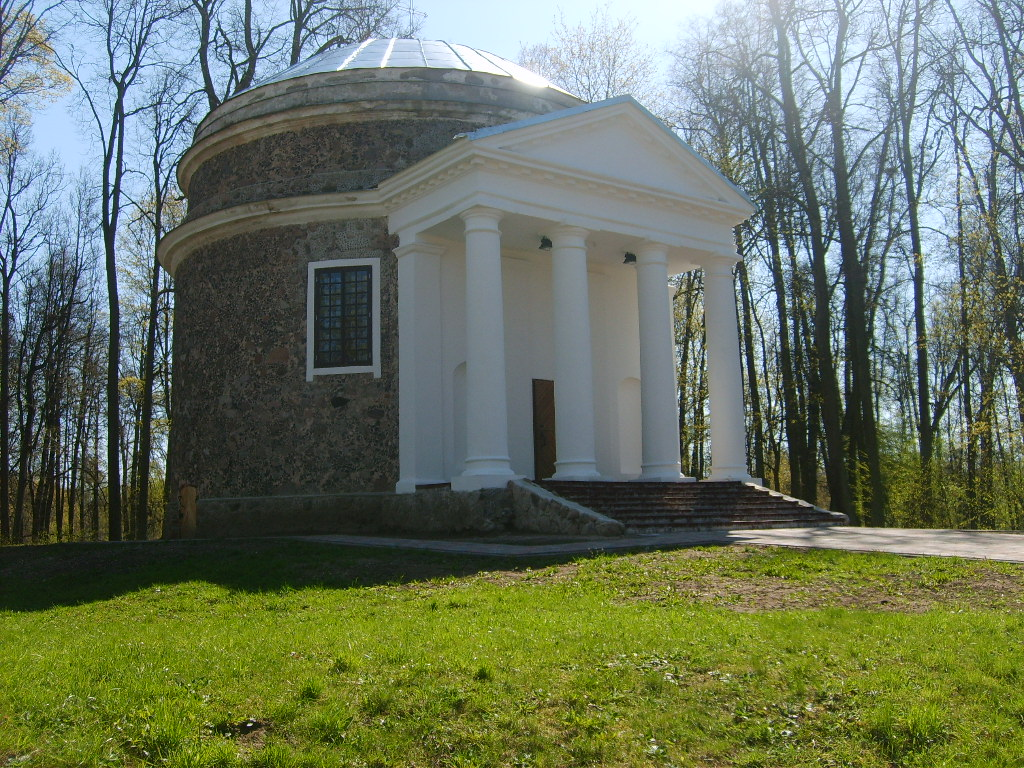
Mausoleum der Familie von der Borch in Prely

Reichsgraf Johann Andreas Josef von der Borch-Lubeschütz, Baron von Borchland (1713–1780) hinterließ zwei Söhne, mit ihnen kehrte der Reichsgrafenstand in das Herzogtum Kurland und Semgallen zurück. In der männlichen Stammreihe folgten ihm:
- Reichsgraf Joseph (1751–1835) wurde Erbe des Majorats Prely und war Adelsmarschall im Gouvernement Witebsk
  - Reichsgraf Michael (1806–1882)
    - Reichsgraf  Eusebius (* 1833)
- Reichsgraf Michael von der Borch-Lubeschütz, Baron von Borchland (1753–1810) war polnischer Generalleutnant und seit 1781 Generalquartiermeister von Litauen.  Er zog sich um 1790 als Schriftsteller auf seine Güter zurück und erbaute Schloss Warkland[3]; somit wurde er Erbe des Majorats Warkland.
  - Reichsgraf Karl von Borch-Lubeschütz und Borchshoff, Baron von Borchland (1798–1861) war  Adelsmarschall im Gouvernement Witebsk ⚭ Luise Gräfin von Plater-Syberg (* 1808), Töchter: Anatole (* 1834), Marie (* 1835) und Isabella (* 1837)[4]
  - Reichsgraf Alexander von Borch-Lubeschütz und Borchshoff, Baron von Borchland (1804–1867) war russischer Kammerherr und Wirklicher Staatsrat, Oberzeremonienmeister und Mitglied im Rat für auswärtige Angelegenheiten ⚭ Sophia Gräfin Laval
    - Reichsgraf Georg

  - Graf Joseph (1807–1881), Herr auf Mariensee, Borchhoff, Attazyn und Stynian war russischer Kammerjunker, Töchter Maria und Olga.

## Rezension
In den genealogischen, aber auch historischen, Darlegungen zu den Grafen von der Borch-Lubeschütz werden nicht nur unterschiedliche Lebensdaten und Amtszeiten angegeben, sie weichen teilweise auch mit der Schreibweise ab. So werden sie mal nur als „von der Borch“, als „Borch-Lubeschitz“ oder „Borch-Lubeschütz“ benannt. Weiterhin liegen bei den Beschreibungen zu den kurländischen Gründern, wie zum Beispiel „Bernd von der Borch“ und „Simon von der Borch“, erkennbare zeitliche Verschiebungen vor, deren Korrektur in diesem Artikel nicht möglich ist. Die Angaben sind leider nicht immer zuverlässig und sollten mindestens für die Entstehungszeit in diesem Artikel als ungefähre Datenangaben verstanden werden.